# Wilhelm Josef Revers

W. J. Revers

Wilhelm Josef Revers (* 18. August 1918 in Mülheim-Wichterich; † 5. April 1987 in Salzburg) war ein deutsch-österreichischer Psychologe. Revers war Ordinarius für Psychologie an der Universität Salzburg (1965–1987) und Rektor der Universität Salzburg (1977–1979).

## Leben
Revers war verheiratet mit der Opernsängerin Erna Revers (1919–2004), das Ehepaar hatte vier Kinder (Rainer, Michael, Peter und Sigrid, verh. mit Georg von Opel).
Revers hat nach dem Besuch der Volksschule und des Humanistischen Gymnasiums in Brühl in den ersten Jahren des Zweiten Weltkriegs neben dem Wehrdienst in Bonn Psychologie, Musikwissenschaft und Philosophie studiert. Er wurde am 19. März 1941 an der Universität Bonn promoviert, bei dem Kulturanthropologen Erich Rothacker, der die kulturpsychologische und anthropologische Ausrichtung von Revers’ Gegenstandsverständnisses der Psychologie erheblich mitbestimmt hat. Nach Rückkehr aus der Kriegsgefangenschaft nahm er eine Assistententätigkeit bei Gustav Kafka am Psychologischen Institut in Würzburg auf. Revers habilitierte sich dort 1948, war ab 1949 Privatdozent an der Universität Würzburg, außerplanmäßiger Professor ab 1958 und ordentlicher Professor ab Dezember 1964 an der Universität Würzburg. Von 1953 bis 1965 leitete er den Psychologischen Beratungsdienst am Jugendamt der Stadt Würzburg. Er war zudem Mitglied des Stadtrates von Würzburg.
Seit 1965 o. Prof. und damit Gründungsprofessor des Instituts für Psychologie an der Universität Salzburg. Mit der Berufung von Revers sollte die Idee einer christlich-konservativ ausgerichteten Universität in Salzburg gestützt werden. An der Universität Salzburg nahm Revers 1972–1973 die Stelle des Dekans der Philosophischen, später der Kultur- und Gesellschaftswissenschaftlichen Fakultät ein. 1977–1979 war er Rektor der Universität Salzburg. Revers gehörte auch zu den Gründungsmitgliedern der „Stiftungs- und Förderungsgesellschaft der Paris-Lodron-Universität Salzburg“, dabei wurde er auf der konstituierenden Generalversammlung am 10. August 1966 zum Schriftführer gewählt.

## Werk
Die Arbeiten von Revers bezogen sich auf eine kulturanthropologisch und phänomenologisch ausgerichtete Psychologie. Er stand damit im deutschen Sprachraum in einer kritischen Distanz zu der sich seit Mitte der 1950er Jahre entwickelnden empirisch-experimentellen Psychologie. Typisch für ihn ist der Ausspruch, "Ist die Psychologie auch in vielem im Recht, was sie vom Menschen behauptet, so ist sie doch im Unrecht mit dem, was sie von ihm verschweigt". Durch ihn wurde das projektive testpsychologische Verfahren des TAT (Thematischer Apperzeptionstest nach Murray) in Deutschland bekannt gemacht. Sein besonderes Interesse galt der ideographischen Beschreibung des Einzelfalls; es interessierte ihn – ganz nach der Devise von Burrhus Frederic Skinner – mehr, ein Subjekt 1 000 Stunden zu untersuchen als 1 000 Subjekte eine Stunde.
Für die pragmatische Offenheit von Revers gegenüber verschiedenen interdisziplinären Verknüpfungen spricht, dass er als Gegenpart zu seiner eigenen wissenschaftstheoretischen Orientierung die Berufung von Erwin Roth auf die Zweite Lehrkanzel für Psychologie durchgesetzt hat. In den Anfangszeiten des Instituts war bereits ein Labor für tierexperimentelle Forschung vorhanden (z. B. wurden Studien zum Lernen und Vergessen bei Axolotln durchgeführt); insofern irrt Lienert, der das erste tierexperimentelle Labor 1968 an der Universität Düsseldorf verortet und das zweite bei Freeman an der Universität Konstanz. Unvergessen sind auch die tierpsychologischen Praktika, die Revers im Hellbrunner Zoo abgehalten hat. Revers hat sich auch für die Lehre in Statistik und für eine empirisch-experimentell ausgerichtete Methodenlehre für Psychologen eingesetzt, ebenso für eine zukunftsweisende technische Ausstattung des Instituts mit Computern (damals die berühmte Olivetti Programma, ebenso eine nur in Maschinencode programmierbare Maschine von Digital Equipment) und Versuchssteuerungsgeräten (Massey-Dickenson). Am Institut wurden auch pharmakologische Untersuchungen durchgeführt, z. B. zu verkehrspsychologisch relevanten Effekten von Sedativa.
Revers konnte mittels einer profilierten Assistentenmannschaft, einer Reihe von Lehrbeauftragten (Joachim Schacht, Alfred Bremhorst, Ernst Bornemann), durch psychoanalytisch orientierte Vortragende (Eduard Grünewald, Igor A. Caruso, Sepp Schindler) und durch weitere Professoren aus der Psychiatrie (Heimo Gastager, Gerhart Harrer, Kurt Eckel) sowie durch international renommierte Gastvortragende das Lehrangebot am Salzburger psychologischen Institut in einer für die Studierenden attraktiven Weise ausgestalten.
Mit Gerhart Harrer und Walther C. M. Simon gründete Revers 1969 im Rahmen der Herbert-von-Karajan-Stiftung das Forschungsinstitut für experimentelle Musikpsychologie am Psychologischen Institut der Universität Salzburg.
Im klinischen Bereich war er 1955 maßgeblich an der Begründung des „Jahrbuchs für Psychologie und Psychotherapie“, später umbenannt in „Zeitschrift für Klinische Psychologie und Psychotherapie“, beteiligt und übernahm auch die Schriftleitung dieses im Auftrag der Görres-Gesellschaft von Victor von Gebsattel und Gustav Kafka herausgegebenen „Zentralorgans der anthropologischen Psychologie“.
Prädestiniert durch seine Tätigkeit am Jugendamt der Stadt Würzburg war Revers immer für eine klinisch-beraterische Tätigkeit des Psychologenstandes aufgeschlossen, das führte letztlich auch zur Gründung einer Beratungs- und Begutachtungsstelle am Institut für Psychologie; allerdings lag dies zur damaligen Zeit in einer rechtlichen Grauzone, da damals keine gesetzlichen Grundlagen für eine therapeutisch-heilkundliche Tätigkeit von Psychologen gegeben waren. Revers war stolz darauf, in Österreich – dem Entstehungsland der Psychoanalyse – als Beitrag zur Klinischen Psychologie für die Studierenden die erste Vorlesung über „Freud, Adler und Jung“ nach dem Zweiten Weltkrieg gehalten zu haben. Er hat sich aber nicht von der Psychoanalyse einnehmen lassen, sondern hat auch im klinisch-psychologischen Bereich eine eigenständige Richtung vertreten.

## Ausgewählte Schriften
- Psychologie der Langeweile. Meisenheim 1949 (Habilitationsschrift).
- Charakterprägung und Gewissensbildung. Nürnberg 1951.
- Der thematische Apperzeptionstest. Huber, Bern 1958.
- Ideologische Horizonte der Psychologie. Pustet, München 1962.
- Deutungswege der Graphologie. Otto Müller, Salzburg 1966.
- Frustrierte Jugend (Fälle und Situationen). Otto Müller, Salzburg 1968.
- Das Musikerlebnis. Econ, Düsseldorf 1972.
- Psyche und Zeit. Das Problem des Zeiterlebens in der Psychologie. Pustet, Salzburg 1985.
- (mit Christian G. Allesch): Handbuch zum Thematischen Gestaltungstest (Salzburg). Beltz, Weinheim 1985.